# Томас Діц
Томас Діц, (19 травня 1982, Регенсбург, ФРН) — видатний німецький артист цирку (жонглер). У 2004 році закінчив Державну школу балету і школу артистизму (Берлін). Томас володіє світовим рекордом (жонглювання п'ятьма булавами протягом 53 хвилин та 21 секунди).